# Seaun Eddy
Pour les articles homonymes, voir Eddy.
Seaun Eddy (セオン・エディ), né le 15 janvier 1991 à Tokyo, est un joueur japonais de basket-ball.